# William MacGillivray

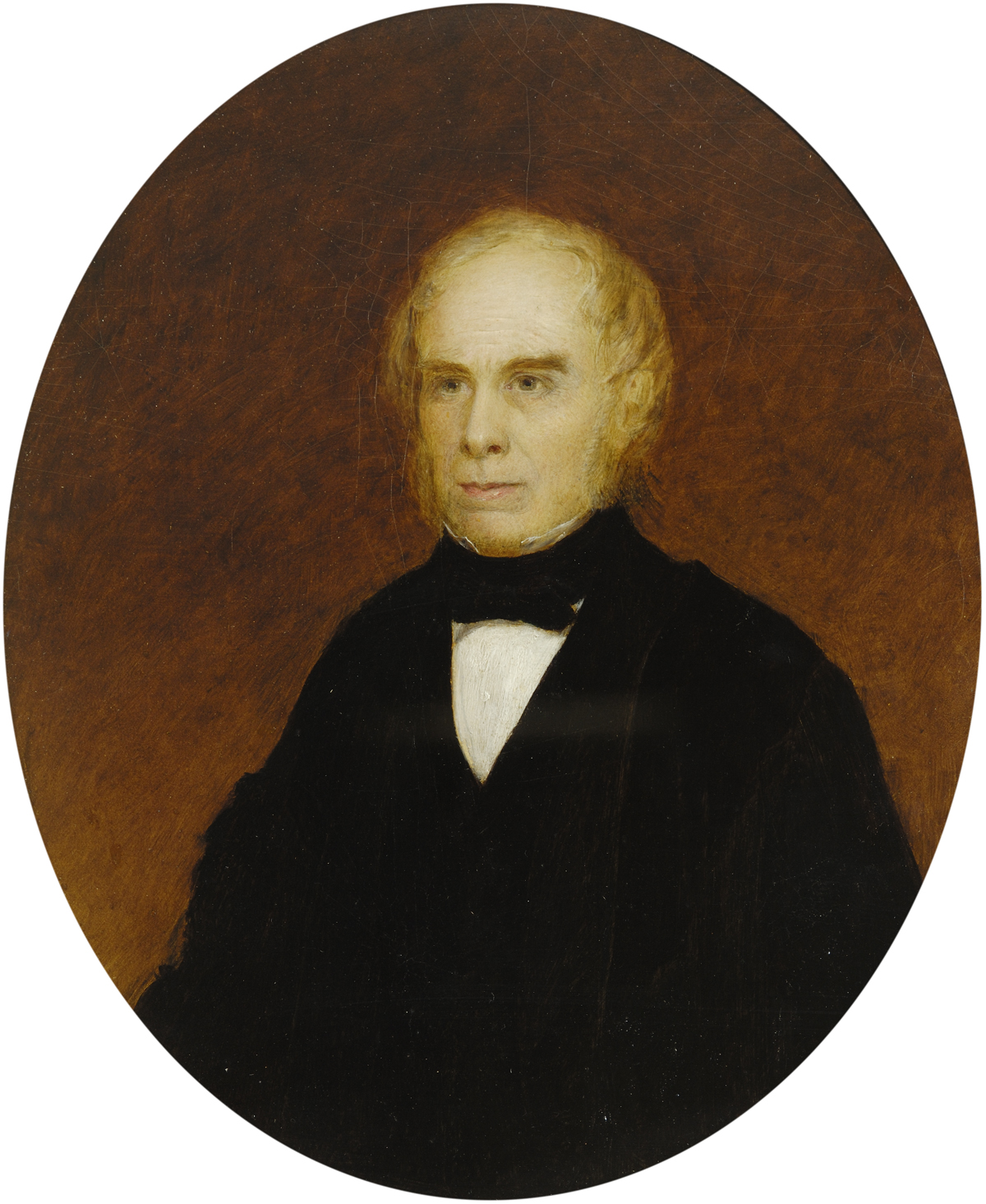
William MacGillivray (1841)

William MacGillivray (* 25. Januar 1796 in Old Aberdeen; † 4. September 1852 in Aberdeen) war ein schottischer Naturforscher, Ornithologe und Botaniker. Sein offizielles botanisches Autorenkürzel lautet „W.MacGill.“

## Leben und Wirken
William MacGillivray studierte am King’s College in Aberdeen, wo er 1815 seinen Abschluss machte. Anschließend studierte er Medizin, beendete dieses Studium jedoch nicht. 1823 wurde er Assistent von Robert Jameson, der Professor für Naturgeschichte an der Universität Edinburgh war. 1831 wurde MacGillivray zum Kurator des Museums des Royal College of Surgeons of Edinburgh ernannt. Ab 1841 lehrte er als Professor für Naturgeschichte am Marischal College in Aberdeen und war gleichzeitig Regius Professor of Natural History für Botanik. 1834 wurde er zum Mitglied der Royal Society of Edinburgh gewählt.
MacGillivray unterstützte John James La Forest Audubon bei dessen Werk Birds of America und gab William Witherings Werk über die britischen Pflanzen heraus. 1830 veröffentlichte er eine Biografiensammlung, die sich mit bedeutenden Zoologen beschäftigte. Zwei Jahre später folgte ein Biografie Alexander von Humboldts. MacGillivrays zoologische Werke umfassten die Themengebiete Säugetiere, Weichtiere und Vögel. Seine Naturgeschichte von Deeside und Braemar wurde nach seinem Tod auf Anordnung von Königin Victoria veröffentlicht.

## Schriften (Auswahl)
- Lives of Eminent Zoologists from Aristotle to Linnaeus. 1830.
- A systematic arrangement of British plants. London / Edinburgh / Dublin 1830 (Digitalisat).
- The Travels and Researches of Alexander von Humboldt. 1832.
  - Alexander von Humboldt’s Reisen und Forschungen. Eine gedrängte Erz. seiner Wanderungen in d. Aequinoctial-Gegenden Amerikas u. im asiat. Rußland. Baumgärtner, Leziipg 1833 (Digitalisat)
- A History of British Birds, indigenous and migratory. 5 Bände, 1837–1852.
- A History of British Quadrupeds. 1838.
- A Manual of British Ornithology. 1840–1842
- A Manual of Botany, Comprising Vegetable Anatomy and Physiology. 1840.
- A History of the Molluscous Animals of Aberdeen, Banff and Kincardine. 1843.
- Natural History of Deeside and Braemar. 1855.